# Гаплогруппа O3 (Y-ДНК)
Гаплогруппа O3 — Y-хромосомная гаплогруппа. Предок — гаплогруппа O.

## Происхождение
По одним данным, гаплогруппа O3 возникла на территории Китая около 10 тысяч лет назад, по другим — в Юго-Восточной Азии 25—30 тысяч лет назад. Исследования показывают, что она доминирует в Восточной Азии, где доля её распространения достигает 44,3 %. Среди населения юга Восточной Азии наблюдается большее разнообразие подгрупп, чем на севере, что является аргументом в пользу южного происхождения O3.

## Распространение
Гаплогруппа O3 типична для китайцев, у которых она в целом встречается более чем в половине случаев. В частности, в Гуанси она составила 30 %, а у жителей провинции Фуцзянь — 74 %.
Также она распространена среди маньчжуров, корейцев и вьетнамцев (около 40 %), филиппинцев (от 33 % до 62 %), малайцев (от 11 % до 56 %), тибетцев (от 10 % до 45 %), и (от 20 % до 44 %), чжуанов и индонезийцев (около 25 %), японцев (от 16 % до 20 %). Также она обнаружена в Центральной Азии (дунгане — 40 %, салары — 30 %, баоань — 28 %, дунсян — 24 %, буряты — 18—23 %, уйгуры — 6-12 %, казахи — 8 %, алтайцы — 6 %, узбеки — 4 %) и Океании (полинезийцы — от 25 % до 33 %, микронезийцы — от 18 % до 27 %, меланезийцы — 5 %). При этом гаплогруппа O3* (без идентифицированных нижестоящих маркеров) встречается у некоторых этнических групп чаще, чем у китайцев, кроме того, она встречается у различных народов Центральной и Восточной Азии и Океании, что, скорее, свидетельствует о наличии у них общих предков, чем о взаимном влиянии.
Гаплогруппа O3 также распространена в Северо-Восточной Индии (гаро — 59 %, кхаси — 32 %), Непале (таманги — 87 %, неварцы — 21 %, Катманду — 21 %).
Гаплогруппа O3 наиболее типична для представителей мяо-яо, китайской, тибето-бирманской языковых групп. У них частота её распространения достигает 50 % и больше. Китайские и тибето-бирманские языки относятся к общей сино-тибетской языковой семье. Тем не менее среди тибетцев очень распространена гаплогруппа D, значительно реже встречающаяся у других этнических групп Восточной, Юго-Восточной и Центральной Азии.
В Океании распространение гаплогруппы O3 ограничено австронезийской культурной зоной.
Подгруппа O3a5 (M134) характерна для носителей сино-тибетских языков и в других регионах, кроме тех, на которые они оказали влияние (таких как Корея, Япония, Вьетнам, Малайзия, Филиппины и Индонезия), практически не встречается. К исключениям относится Западное Самоа, где были обнаружены носители O3a5. Эта подгруппа также была найдена у 1—3 % австралийских аборигенов.

## Дерево подгрупп
- O3 (M122, P198)
  - O3a (M324, P93, P197, P198, P199, P200)
    - O3a1 (M121, P27.2)
    - O3a2 (M164)
    - O3a3 (P201/021354)
      - O3a3a (M159)
      - O3a3b (M7)
        - O3a3b1 (M113, M188, M209)
          - O3a3b1a (N4)
          - O3a3b1b (N5)

        - O3a3b2 (P164)

      - O3a3c (M134)
        - O3a3c1 (M117, M133)
          - O3a3c1a (M162)

        - O3a3c2 (P101)

    - O3a4 (002611)
    - O3a5 (M300)
    - O3a6 (M333)